# Німецько-югославські відносини

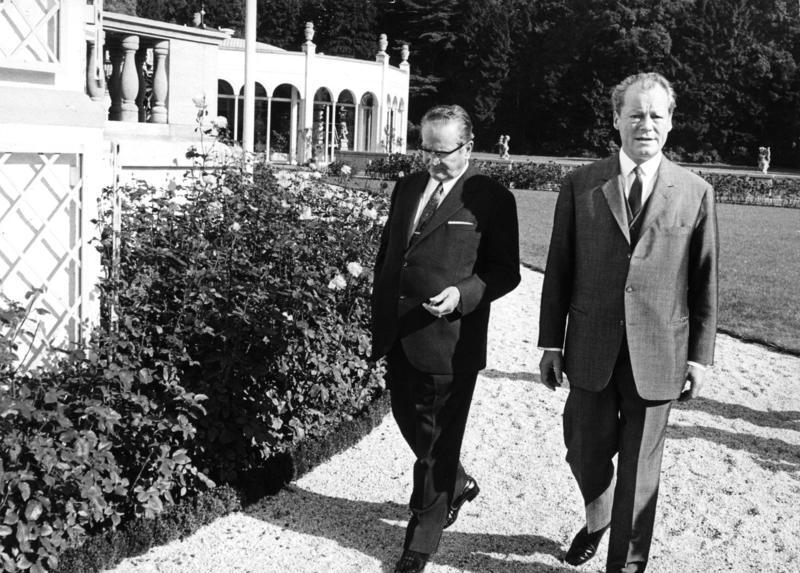
Президент Югославії Йосип Броз Тіто і канцлер Німеччини Віллі Брандт

Німецько-югославські відносини (нім. deutsch-jugoslawische Beziehungen, сербохорв. njemačko-jugoslovenski odnosi) — історичні двосторонні відносини між Німеччиною (Веймарською республікою, нацистською Німеччиною, окупованою союзниками Німеччиною, Західною Німеччиною і возз'єднаною Німеччиною до 1992 року) та колишньою Югославією (як Королівством Югославія у 1918—1941 роках, так і комуністичною Югославією в 1945—1992 роках).
Взаємини між двома країнами та суспільствами вирізняються розлогою та складною історією.
Югославські німці (переважно дунайські шваби) у міжвоєнному Королівстві Югославії були чи не найбільшою національною меншиною в країні. 6 квітня 1941 року очолювані Німеччиною держави Осі розпочали вторгнення в Югославію, поклавши початок драматичному періоду Другої світової війни в цій державі.
Після Другої світової війни, крім Західної Німеччини, Югославія також підтримувала відносини зі Східною Німеччиною. На відміну від країн, які входили до Східного блоку, соціалістична, але неприєднана Югославія розгорнула під час холодної війни значну економічну, культурну, туристичну та гастарбайтерську діяльність і співпрацю із Західною Німеччиною. На політичних відносинах позначилося рішення Белграда офіційно визнати Східну Німеччину, але, незважаючи на це, з початком Ostpolitik вони суттєво покращилися. 

## Історія

### Міжвоєнна доба
Протягом століть німецькомовні частини Європи відігравали важливу політичну, культурну, наукову та економічну гравітаційну роль для південнослов'янських спільнот. Упродовж усього XX сторіччя зберігалися тісні культурні та економічні зв'язки. 25 березня 1941 року Югославія приєдналася до Троїстого пакту, що лише через два дні, 27 березня 1941 року, спровокувало югославський державний переворот, який, своєю чергою, спровокував вторгнення в Югославію держав Осі.

### Друга світова війна
Під час Другої світової війни нацистська Німеччина зі своїми союзниками та клієнтськими режимами вдерлися в Югославію та розчленували її. До прямих злочинів нацистського і клієнтських режимів зараховують голокост у Незалежній Державі Хорватія та в окупованій Німеччиною Сербії, геноцид сербів, воєнні злочини четників тощо. Югославські партизани під керівництвом комуністів перетворилися на найдієвіший рух опору проти країн Осі в Європі. 
Більшість югославських німців покинули країну під час гонінь у перші повоєнні роки.

### Холодна війна

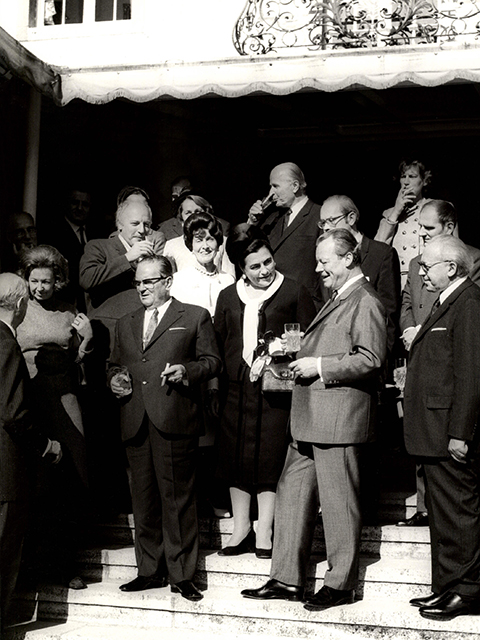
Тіто і Брандт у Кельні в 1970 р.

Після війни Югославія одержувала від Німеччини репарації, зокрема, у вигляді промислового устаткування, а у 1950-х німецька сторона виплатила 80 млн марок громадянам Югославії, потерпілим від нацистських експериментів на людях. Згодом дві країни започаткували значну економічну співпрацю. Рішення Югославії у 1957 році визнати Східну Німеччину (в рамках її зусиль на покращення відносин із Радянським Союзом після розколу між Тіто і Сталіним 1948 року) підштовхнуло Західну Німеччину застосувати вперше в історії доктрину Гальштейна, обмеживши відносини протягом наступних одинадцятьох років (до 1968) майже виключно економічною сферою аж до настання епохи нової східної політики. На відміну від країн Східного блоку, влада Югославії дозволяла своїм громадянам вільні міжнародні поїздки, тоді як велика кількість німців проводила літо на Адріатичному морі, що сприяло обміну між людьми. 1968 року Югославія та Західна Німеччина підписали угоду про югославську робочу силу (гастарбайтерів) — на той момент у Західній Німеччині вже перебувало понад 300 000 югославських робітників. До 1973 року в Німеччині жили і працювали майже 700 000 громадян Югославії, а союзний секретар закордонних справ Соціалістичної Федеративної Республіки Югославія мав у своєму віданні розгалужену мережу з 260 дипломатів у Посольстві Югославії у ФРН, Берлінській військовій місії, Кельнському і Штутгартському інформаційних центрах та 11 консульствах у Франкфурті, Мюнхені, Гамбурзі, Штутгарті, Дюссельдорфі, Фрайбурзі, Равенсбурзі, Нюрнберзі, Ганновері, Дортмунді та Мангеймі. Зусилля югославської дипломатії ускладнювалися неузгодженими і провокаційними прямими втручаннями федерального Управління державної безпеки, а також діями різних республіканських відділень югославської структури секретних служб (зокрема хорватського), спрямованими на стеження та придушення націоналістичних і терористичних югославських емігрантських груп у Німеччині.

### Возз'єднання Німеччини та югославська криза
На найранішому етапі югославської кризи німецькі політичні еліти спершу підтримали збереження Югославії, і тільки ХСС умовно підтримував рухи за незалежність. Лише 19 червня 1991 року всі політичні партії у Бундестазі виступили за реорганізацію Югославії на конфедеративній основі, але таке ставлення швидко змінилося після проголошення незалежності Соціалістичною Республікою Хорватія і Соціалістичною Республікою Словенія та дій Югославської Народної Армії з 25 червня 1991 року. З кінця червня 1991 року канцлер Німеччини Гельмут Коль рішуче підтримав право Хорватії та Словенії на самовизначення, що призвело до відсутності єдності в Європейському економічному співтоваристві (ЄЕС), оскільки президент Франції Франсуа Міттеран виступав проти негайного припинення допомоги Югославії, а Іспанія, Італія та Сполучене Королівство наполягали на територіальній цілісності Югославії. Готовність Німеччини визнати Хорватію та Словенію в односторонньому порядку без інших держав-членів ЄЕС підштовхнула все співтовариство 15 січня 1992 року спільно дотриматися цього курсу. Німеччина відкрила свої кордони для приблизно 700 000 біженців, які тікали від югославських війн, більшість із яких згодом повернулися до своїх відносно недалеких рідних місць у колишній Югославії.